# Mika Tarhanen
Mika Tarhanen es un deportista finlandés que compitió en taekwondo. Ganó dos medallas de bronce en el Campeonato Europeo de Taekwondo, en los años 1996 y 2000.

## Palmarés internacional
| Campeonato Europeo | Campeonato Europeo   | Campeonato Europeo | Campeonato Europeo |
| Año                | Lugar                | Medalla            | Categoría          |
| ------------------ | -------------------- | ------------------ | ------------------ |
| 1996               | Helsinki (Finlandia) | Medalla de bronce  | –64 kg             |
| 2000               | Patras (Grecia)      | Medalla de bronce  | –67 kg             |